# Hnizna
La rivière Hnizna (en ukrainien : Гнізна) ou Gnezna (en russe : Гнезна, Hnizna Hnyla) est un cours d'eau d'Ukraine et un affluent gauche de la Seret, dans le bassin hydrographique du Dniestr.

## Géographie
La Hnizna arrose l'oblast de Ternopil, dans l'ouest de l'Ukraine. Elle est longue de 81 km et draine un bassin d'une superficie de 1 110 km2. Son lit mineur est généralement large de 3 à 8 m, parfois 40 m, tandis que son lit majeur atteint 300 m lors des périodes de grandes crues. La profondeur de la Hnizna est de 60 à 80 cm et peut atteindre 1,5 à 2 m lors des inondations. La vitesse d'écoulement est de 0,1 à 0,2 m/s pour une pente moyenne de 0,9 m/km. La Hnizna est gelée de la fin du mois de décembre au début du mois de mars.
La Hnizna arrose la ville de Zbaraj, la commune urbaine de Velyki Birky et la ville de Terebovlia.